# Casa Lacruz
La Casa Lacruz és un edifici d'habitatges i locals comercials de la parròquia andorrana d'Escaldes-Engordany. És al número 61 de l'avinguda Carlemany d'Escaldes. L'edifici, obra de Josep Puig i Cadafalch, està protegit com a bé immoble inventariat per la significació que té en l'arquitectura de granit del principat.
Va ser construida entre els anys 1940 i 1941, segons plans dissenyats per Josep Puig i Cadafalch, reconegut com un dels exponents del moviment modernista a Catalunya i del primer noucentisme. L'edifici no s'ubica dins de cap època concreta de la seva evolució com a arquitecte, sinó en l'etapa del final del seu exili (1936-1942). L'edifici sintetitza les formes de la seva trajectòria històrica pel que fa a l'ordenació de les façanes amb l'ús de materials locals, com la pedra de granit disposada en forma de paredat de cap serrat o de niu d'abella escapçat, fruit de l'observació estudiada dels edificis propers i coetanis construïts a Escaldes; així com l'ús equilibrat de recursos arquitectònics com balconades, balcons, finestres, tribunes i llucanes que atorguen a l'edifici una singularitat pròpia.
La Casa Lacruz és un edifici que destaca dins de l'arquitectura de granit per la seva concepció formal i per haver estat dissenyat per l'arquitecte Puig i Cadafalch.

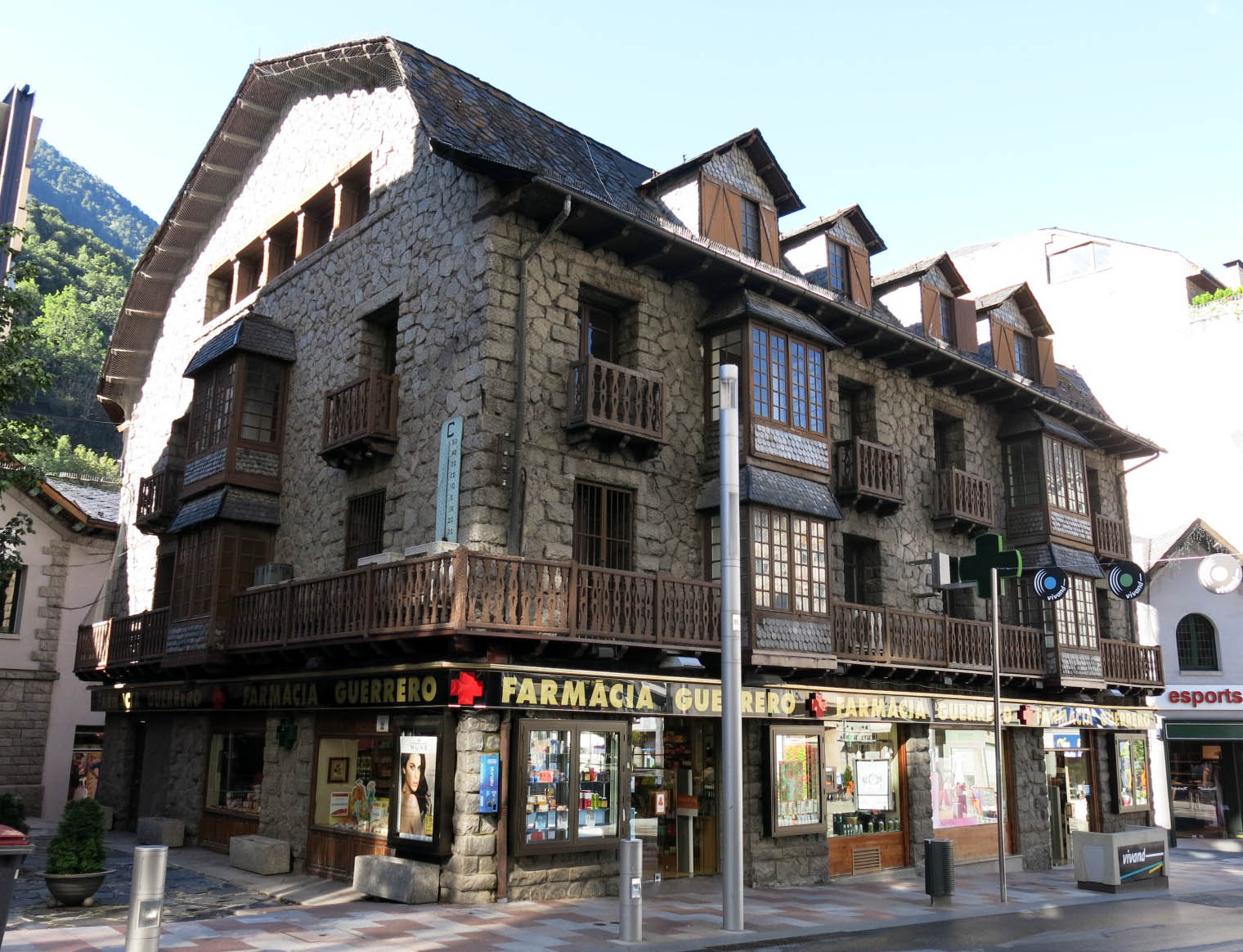
Façana a l'av.Carlemany